# 何瓊 (明朝)
何瓊，福建福州府怀安縣人，明朝政治人物。

## 生平
永樂十二年（1414年）福建甲午科乡试中舉。永樂十三年（1415年）聯捷乙未科進士，任廣東雷州府知府。